# Енгербал
Енгерба́л (рос. Энгербал, марій. Эҥерӱмбал) — присілок у складі Марі-Турецького району Марій Ел, Росія. Входить до складу Марі-Турецького міського поселення.

## Населення
Населення — 606 осіб (2010; 475 у 2002).
Національний склад (станом на 2002 рік):
- марійці — 59 %